# Upsilon4 Eridani
Pour les étoiles possédant cette désignation de Bayer, voir Upsilon Eridani.
Désignations
Upsilon4 Eridani (υ4 Eri) est une étoile binaire de la constellation de l'Éridan. Sa magnitude apparente combinée est de 3,56. D'après la mesure de sa parallaxe annuelle par le satellite Hipparcos, le système est situé à environ ∼ 178 a.l. (∼ 54,6 pc) de la Terre. il s'éloigne du Système solaire à une vitesse radiale de +18 km/s.
Upsilon4 Eridani est un système binaire spectroscopique à raies doubles, ce qui signifie que les raies spectrales des deux composantes peuvent être distinguées dans le spectre. Ses deux étoiles ont une orbite circulaire d'une période de 5,011 jours. Ce sont deux étoiles bleu-blanc de la séquence principale de types spectraux B8V et B9,5V. Il est de plus possible qu'une étoile proche de type K9,9 appartienne au système.